# Lista planetelor minore/4401–4500
Aceasta este Lista planetelor minore/4401–4500; pentru a naviga prin lista completă vezi Lista planetelor minore.
Pentru ale detalii vezi și Proiect:Astronomie sau Portal:Astronomie.
| Nume                  | Denumire provizorie | Data descoperirii  | Locul descoperirii        | Descoperitor(i)                                            |
| --------------------- | ------------------- | ------------------ | ------------------------- | ---------------------------------------------------------- |
| 4401 Aditi            | 1985 TB             | 14 octombrie 1985  | Palomar                   | C. S. Shoemaker                                            |
| 4402 Tsunemori        | 1987 DP             | 25 februarie 1987  | Ojima⁠(d)                  | T. Niijima⁠(d), T. Urata                                    |
| 4403 Kuniharu         | 1987 EA             | 2 martie 1987      | Gekko⁠(d)                  | Y. Oshima⁠(d)                                               |
| 4404 Enirac           | 1987 GG             | 2 aprilie 1987     | Palomar                   | A. Maury⁠(d)                                                |
| 4405 Otava            | 1987 QD1            | 21 august 1987     | Kleť                      | A. Mrkos                                                   |
| 4406 Mahler           | 1987 YD1            | 22 decembrie 1987  | Tautenburg Observatory⁠(d) | F. Börngen                                                 |
| 4407 Taihaku          | 1988 TF1            | 13 octombrie 1988  | Ayashi Station⁠(d)         | M. Koishikawa⁠(d)                                           |
| 4408 Zlatá Koruna     | 1988 TH2            | 4 octombrie 1988   | Kleť                      | A. Mrkos                                                   |
| 4409 Kissling         | 1989 MD             | 30 iunie 1989      | Lake Tekapo⁠(d)            | A. C. Gilmore⁠(d), P. M. Kilmartin⁠(d)                       |
| 4410 Kamuimintara     | 1989 YA             | 17 decembrie 1989  | Kushiro                   | S. Ueda⁠(d), H. Kaneda⁠(d)                                   |
| 4411 Kochibunkyo      | 1990 AF             | 3 ianuarie 1990    | Geisei⁠(d)                 | T. Seki                                                    |
| 4412 Chephren         | 2535 P-L            | 26 septembrie 1960 | Palomar                   | C. J. van Houten, I. van Houten-Groeneveld, T. Gehrels     |
| 4413 Mycerinos        | 4020 P-L            | 24 septembrie 1960 | Palomar                   | C. J. van Houten, I. van Houten-Groeneveld, T. Gehrels     |
| 4414 Sesostris        | 4153 P-L            | 24 septembrie 1960 | Palomar                   | C. J. van Houten, I. van Houten-Groeneveld, T. Gehrels     |
| 4415 Echnaton         | 4237 P-L            | 24 septembrie 1960 | Palomar                   | C. J. van Houten, I. van Houten-Groeneveld, T. Gehrels     |
| 4416 Ramses           | 4530 P-L            | 24 septembrie 1960 | Palomar                   | C. J. van Houten, I. van Houten-Groeneveld, T. Gehrels     |
| 4417 Lecar            | 1931 GC             | 8 aprilie 1931     | Heidelberg                | K. Reinmuth                                                |
| 4418 Fredfranklin     | 1931 TR1            | 9 octombrie 1931   | Heidelberg                | K. Reinmuth                                                |
| 4419 Allancook        | 1932 HD             | 24 aprilie 1932    | Heidelberg                | K. Reinmuth                                                |
| 4420 Alandreev        | 1936 PB             | 15 august 1936     | Crimea-Simeis⁠(d)          | G. N. Neuimin                                              |
| 4421 Kayor            | 1942 AC             | 14 ianuarie 1942   | Heidelberg                | K. Reinmuth                                                |
| 4422 Jarre            | 1942 UA             | 17 octombrie 1942  | Algiers                   | L. Boyer                                                   |
| 4423 Golden           | 1949 GH             | 4 aprilie 1949     | Brooklyn⁠(d)               | Indiana University⁠(d)                                      |
| 4424 Arkhipova        | 1967 DB             | 16 februarie 1967  | Nauchnij⁠(d)               | T. M. Smirnova                                             |
| 4425 Bilk             | 1967 UQ             | 30 octombrie 1967  | Hamburg-Bergedorf         | L. Kohoutek                                                |
| 4426 Roerich          | 1969 TB6            | 15 octombrie 1969  | Nauchnij⁠(d)               | L. I. Cernîh                                               |
| 4427 Burnashev        | 1971 QP1            | 30 august 1971     | Nauchnij                  | T. M. Smirnova                                             |
| 4428 Khotinok         | 1977 SN             | 18 septembrie 1977 | Nauchnij                  | N. S. Cernîh                                               |
| 4429 Chinmoy          | 1978 RJ2            | 12 septembrie 1978 | Nauchnij                  | N. S. Cernîh                                               |
| 4430 Govorukhin       | 1978 SX6            | 26 septembrie 1978 | Nauchnij                  | L. V. Juravliova                                           |
| 4431 Holeungholee     | 1978 WU14           | 28 noiembrie 1978  | Nanking⁠(d)                | Purple Mountain Observatory⁠(d)                             |
| 4432 McGraw-Hill      | 1981 ER22           | 2 martie 1981      | Siding Spring             | S. J. Bus                                                  |
| 4433 Goldstone        | 1981 QP             | 30 august 1981     | Anderson Mesa             | E. Bowell                                                  |
| 4434 Nikulin          | 1981 RD5            | 8 septembrie 1981  | Nauchnij⁠(d)               | L. V. Juravliova                                           |
| 4435 Holt             | 1983 AG2            | 13 ianuarie 1983   | Palomar                   | C. S. Shoemaker                                            |
| 4436                  | 1983 EX             | 9 martie 1983      | Anderson Mesa             | E. Barr                                                    |
| 4437 Yaroshenko       | 1983 GA2            | 10 aprilie 1983    | Nauchnij⁠(d)               | L. I. Cernîh                                               |
| 4438 Sykes            | 1983 WR             | 29 noiembrie 1983  | Anderson Mesa             | E. Bowell                                                  |
| 4439 Muroto           | 1984 VA             | 2 noiembrie 1984   | Geisei⁠(d)                 | T. Seki                                                    |
| 4440 Tchantchès       | 1984 YV             | 23 decembrie 1984  | Haute Provence            | F. Dossin⁠(d)                                               |
| 4441 Toshie           | 1985 BB             | 26 ianuarie 1985   | Geisei⁠(d)                 | T. Seki                                                    |
| 4442 Garcia           | 1985 RB1            | 14 septembrie 1985 | Kitt Peak                 | Spacewatch                                                 |
| 4443                  | 1985 RD4            | 10 septembrie 1985 | La Silla                  | H. Debehogne                                               |
| 4444 Escher           | 1985 SA             | 16 septembrie 1985 | La Silla                  | H. U. Norgaard-Nielsen, L. Hansen⁠(d), P. R. Christensen⁠(d) |
| 4445 Jimstratton      | 1985 TC             | 15 octombrie 1985  | Toyota                    | K. Suzuki, T. Urata                                        |
| 4446 Carolyn          | 1985 TT             | 15 octombrie 1985  | Anderson Mesa             | E. Bowell                                                  |
| 4447 Kirov            | 1985 VE1            | 7 noiembrie 1985   | Anderson Mesa             | E. Bowell                                                  |
| 4448 Phildavis        | 1986 EO             | 5 martie 1986      | Palomar                   | C. S. Shoemaker                                            |
| 4449 Sobinov          | 1987 RX3            | 3 septembrie 1987  | Nauchnij⁠(d)               | L. I. Cernîh                                               |
| 4450 Pan              | 1987 SY             | 25 septembrie 1987 | Palomar                   | C. S. Shoemaker, E. M. Shoemaker                           |
| 4451 Grieve           | 1988 JJ             | 9 mai 1988         | Palomar                   | C. S. Shoemaker                                            |
| 4452 Ullacharles      | 1988 RN             | 7 septembrie 1988  | Brorfelde⁠(d)              | P. Jensen⁠(d)                                               |
| 4453 Bornholm         | 1988 VC             | 3 noiembrie 1988   | Brorfelde                 | P. Jensen                                                  |
| 4454 Kumiko           | 1988 VW             | 2 noiembrie 1988   | Kushiro                   | S. Ueda⁠(d), H. Kaneda⁠(d)                                   |
| 4455 Ruriko           | 1988 XA             | 2 decembrie 1988   | Kushiro                   | S. Ueda, H. Kaneda                                         |
| 4456 Mawson           | 1989 OG             | 27 iulie 1989      | Siding Spring             | R. H. McNaught                                             |
| 4457 van Gogh         | 1989 RU             | 3 septembrie 1989  | Haute Provence            | E. W. Elst                                                 |
| 4458 Oizumi           | 1990 BY             | 21 ianuarie 1990   | Yatsugatake⁠(d)            | Y. Kushida⁠(d), O. Muramatsu⁠(d)                             |
| 4459 Nusamaibashi     | 1990 BP2            | 30 ianuarie 1990   | Kushiro                   | M. Matsuyama⁠(d), K. Watanabe⁠(d)                            |
| 4460 Bihoro           | 1990 DS             | 28 februarie 1990  | Kitami⁠(d)                 | K. Endate, K. Watanabe                                     |
| 4461 Sayama           | 1990 EL             | 5 martie 1990      | Dynic⁠(d)                  | A. Sugie⁠(d)                                                |
| 4462 Vaughan          | 1952 HJ2            | 24 aprilie 1952    | Fort Davis                | McDonald Observatory                                       |
| 4463 Marschwarzschild | 1954 UO2            | 28 octombrie 1954  | Brooklyn⁠(d)               | Indiana University⁠(d)                                      |
| 4464 Vulcano          | 1966 TE             | 11 octombrie 1966  | Nauchnij⁠(d)               | N. S. Cernîh                                               |
| 4465 Rodita           | 1969 TD5            | 14 octombrie 1969  | Nauchnij                  | B. A. Burnașeva                                            |
| 4466 Abai             | 1971 SX1            | 23 septembrie 1971 | Nauchnij                  | Crimean Astrophysical Observatory⁠(d)                       |
| 4467 Kaidanovskij     | 1975 VN2            | 2 noiembrie 1975   | Nauchnij                  | T. M. Smirnova                                             |
| 4468 Pogrebetskij     | 1976 SZ3            | 24 septembrie 1976 | Nauchnij                  | N. S. Cernîh                                               |
| 4469 Utting           | 1978 PS4            | 1 august 1978      | Bickley⁠(d)                | Perth Observatory⁠(d)                                       |
| 4470 Sergeev-Censkij  | 1978 QP1            | 31 august 1978     | Nauchnij⁠(d)               | N. S. Cernîh                                               |
| 4471 Graculus         | 1978 VB             | 8 noiembrie 1978   | Zimmerwald⁠(d)             | P. Wild                                                    |
| 4472 Navashin         | 1980 TY14           | 15 octombrie 1980  | Nauchnij⁠(d)               | N. S. Cernîh                                               |
| 4473 Sears            | 1981 DE2            | 28 februarie 1981  | Siding Spring             | S. J. Bus                                                  |
| 4474 Proust           | 1981 QZ2            | 24 august 1981     | La Silla                  | H. Debehogne                                               |
| 4475 Voitkevich       | 1982 UQ5            | 20 octombrie 1982  | Nauchnij⁠(d)               | L. G. Karacikina                                           |
| 4476 Bernstein        | 1983 DE             | 19 februarie 1983  | Anderson Mesa             | E. Bowell                                                  |
| 4477                  | 1983 SB             | 28 septembrie 1983 | Smolyan⁠(d)                | Bulgarian National Observatory⁠(d)                          |
| 4478 Blanco           | 1984 HG1            | 23 aprilie 1984    | La Silla                  | W. Ferreri⁠(d), V. Zappalà                                  |
| 4479 Charlieparker    | 1985 CP1            | 10 februarie 1985  | La Silla                  | H. Debehogne                                               |
| 4480 Nikitibotania    | 1985 QM4            | 24 august 1985     | Nauchnij⁠(d)               | N. S. Cernîh                                               |
| 4481 Herbelin         | 1985 RR             | 14 septembrie 1985 | Anderson Mesa             | E. Bowell                                                  |
| 4482 Frèrebasile      | 1986 RB             | 1 septembrie 1986  | Palomar                   | A. Maury⁠(d)                                                |
| 4483 Petöfi           | 1986 RC2            | 9 septembrie 1986  | Nauchnij⁠(d)               | L. G. Karacikina                                           |
| 4484 Sif              | 1987 DD             | 25 februarie 1987  | Brorfelde⁠(d)              | P. Jensen⁠(d)                                               |
| 4485 Radonezhskij     | 1987 QQ11           | 27 august 1987     | Nauchnij⁠(d)               | L. I. Cernîh                                               |
| 4486 Mithra           | 1987 SB             | 22 septembrie 1987 | Smolyan⁠(d)                | E. W. Elst, V. G. Shkodrov⁠(d)                              |
| 4487 Pocahontas       | 1987 UA             | 17 octombrie 1987  | Palomar                   | C. S. Shoemaker                                            |
| 4488 Tokitada         | 1987 UK             | 21 octombrie 1987  | Toyota                    | K. Suzuki, T. Urata                                        |
| 4489                  | 1988 AK             | 15 ianuarie 1988   | Anderson Mesa             | E. Bowell                                                  |
| 4490 Bambery          | 1988 ND             | 14 iulie 1988      | Palomar                   | E. F. Helin, B. Roman⁠(d)                                   |
| 4491 Otaru            | 1988 RP             | 7 septembrie 1988  | Kitami⁠(d)                 | K. Endate, K. Watanabe⁠(d)                                  |
| 4492 Debussy          | 1988 SH             | 17 septembrie 1988 | Haute Provence            | E. W. Elst                                                 |
| 4493 Naitomitsu       | 1988 TG1            | 14 octombrie 1988  | Chiyoda⁠(d)                | T. Kojima⁠(d)                                               |
| 4494 Marimo           | 1988 TK1            | 13 octombrie 1988  | Kushiro                   | S. Ueda⁠(d), H. Kaneda⁠(d)                                   |
| 4495                  | 1988 VS             | 6 noiembrie 1988   | Yorii⁠(d)                  | M. Arai⁠(d), H. Mori⁠(d)                                     |
| 4496 Kamimachi        | 1988 XM1            | 9 decembrie 1988   | Geisei⁠(d)                 | T. Seki                                                    |
| 4497 Taguchi          | 1989 AE1            | 4 ianuarie 1989    | Kitami⁠(d)                 | K. Endate, K. Watanabe⁠(d)                                  |
| 4498 Shinkoyama       | 1989 AG1            | 5 ianuarie 1989    | Geisei⁠(d)                 | T. Seki                                                    |
| 4499 Davidallen       | 1989 AO3            | 4 ianuarie 1989    | Siding Spring             | R. H. McNaught                                             |
| 4500 Pascal           | 1989 CL             | 3 februarie 1989   | Kushiro                   | S. Ueda⁠(d), H. Kaneda⁠(d)                                   |